# Римокатоличка црквена општина у Зрењанину
Римокатоличка црквена општина (Плебанија) у Зрењанину, подигнута је 1867. године за потребе жупног уреда, поред Катедрале Св. Ивана Непомука, у оквиру  Старог језгра, као Просторно културно-историјске целине од великог значаја
Зграда Жупног уреда је приземна грађевина основе у облику латиничног слова „Л” чије краће крило излази на трг, а дуже је паралелно постављено са подужном осовином цркве. Фасада је компонована симетрично, са благо истуреним централним ризалитом који је назначен атиком са балустерима. Фасадна пластика, карактеристична за ренесансну епоху, сведена је и сконцентрисана око прозора.
Током 2001. године изведени су радови на доградњи објекта, на простору између главног крила и зграде Библиотеке. Дограђени део, са подрумом и поткровљем у којем су смештене канцеларије, обликовно и стилски је усклађен са старим делом зграде.
Радови на обнови фасаде и замени прозора изведени су 2011. и 2017. године